# Rhino Bucket (album)
Rhino Bucket è il primo album dei Rhino Bucket, uscito nel 1990 per l'etichetta discografica Reprise Records.

## Tracce
1. One Night Stand (Dolivo, Fields) 4:03
2. Beg for Your Love (Dolivo, Fields) 4:30
3. Train Ride (Dolivo, Fields) 4:14
4. Going Down Tonight (Dolivo, Fields) 4:04
5. Even the Sun Goes Down (Dolivo, Downes, Fields) 3:59
6. Blood on the Cross (Dolivo, Fields) 3:52
7. Shot Down (Dolivo, Fields) 4:25
8. I'd Rather Go Insane (Dolivo, Fields, Jason) 3:24
9. Inside/Outside (Dolivo, Fields) 3:39
10. Ride the Rhino (Dolivo, Fields) 2:53

## Formazione
- Georg Dolivo - voce, chitarra
- Greg Fields - chitarra
- Reeve Downes - basso
- Liam Jason - batteria